# Filip Tittl
Filip Tittl (* 16. dubna 2007) je český lední hokejista hrající na postu obránce.

## Život
Ve svých mládežnických letech hrával za pražskou Slavii. Nastupoval rovněž za její juniorský výběr, a to v sezóně 2024/2025. Během ní nastoupil též za mužský výběr. První utkání odehrál 29. ledna 2025 proti Frýdku-Místku (4:3 po prodloužení) a skóre zápasu otevřel svou premiérovou brankou, kterou vsítil ve 20. minutě zápasu.